# Florentijn Hofman
Florentijn Hofman (Delfzijl, 16 aprile 1977) è un artista olandese.

## Biografia

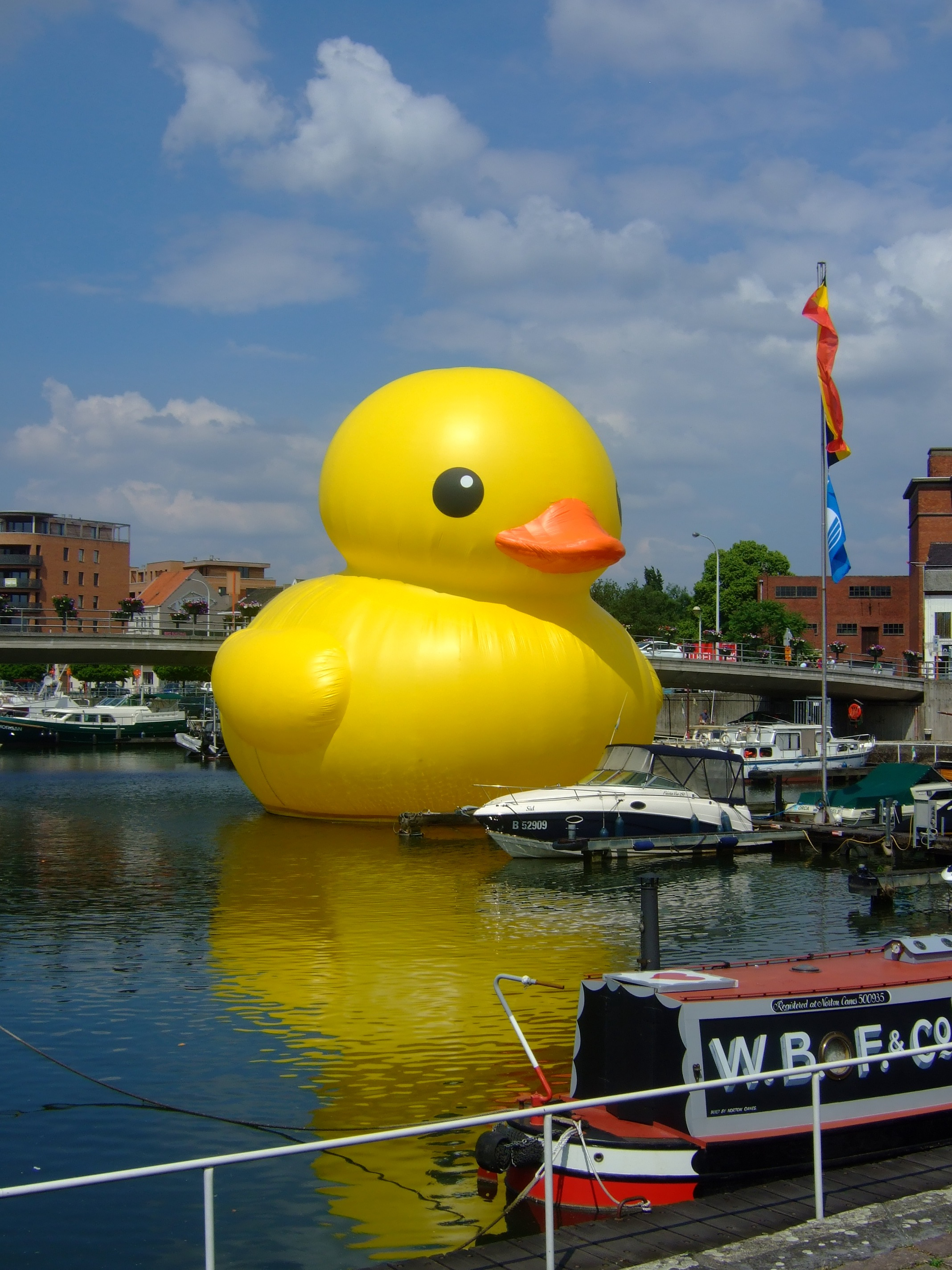
Rubber Duck

Hofman è nato il 16 aprile 1977 a Delfzijl, nei Paesi Bassi. Frequentò la scuola primaria e secondaria a Emmen e l'accademia d'arte di Kampen prima di conseguire un master a Weißensee (Berlino).
In vista del Crossing Border Festival 2005, creò un gigantesco uccello appollaiato in cima al municipio nuovo dell'Aia. Nel 2006 l'uccello venne collocato nel Museo di Storia Naturale di Rotterdam; il personale sperava che la scultura impedisse agli uccelli di volare contro le finestre di vetro dell'edificio danneggiandole.
La sua opera più nota Rubber Duck, un'enorme papera di gomma, fece il suo debutto nel 2007 a Saint-Nazaire, in Francia. Altre repliche della stessa appariranno in molte altre città del mondo. Nel 2011 il Museo prefetturale d'arte di Hyōgo a Kōbe, in Giappone, gli commissionò la Kobe Frog. Il museo chiese a Hofman di collocare permanentemente una Rubber Duck sul tetto dell'edificio, ma l'artista si rifiutò. Nel 2013 Hofman rinunciò di apparire pubblicamente all'inaugurazione dell'esposizione temporanea della sua Rubber Duck presso Keelung, in Taiwan, per protestare contro gli organizzatori che, secondo lui, avevano trasformato la sua creazione in un "circo commerciale".
Nel 2014 realizzò HippopoThames, che venne situato a Londra, nel Tamigi, Moon Rabbit a Taiwan in occasione di un festival di land art svolto a Taoyuan. Nello stesso anno venne accusato dalla Bloomberg di rivendicare ingiustamente la proprietà intellettuale di riproduzioni di oggetti comuni.
Nel 2016 creò un grosso pesce galleggiante posto a Wuzhen, in Cina, e due sculture di animali intitolate PETS per l'Aeroporto di Amsterdam-Schiphol. Nel 2017 creò il parco giochi Kraken di Shenzhen, in Cina, in un sito che era un tempo occupato da una portaerei sovietica.
Nel 2020 Hofman creò sei diamanti di Gould esposti durante il Brisbane Festival di quell'anno.
Nel 2021 partecipò come concorrente alla ventunesima stagione della serie televisiva olandese Wie is de Mol?. Venne eliminato durante la terza puntata.

## Stile
Hofman è noto per le sue grandi installazioni urbane raffiguranti oggetti di uso quotidiano, come, ad esempio, giocattoli e infradito. Il fine della sua arte è promuovere un messaggio di guarigione.
Le sue sculture sono temporanee in quanto non apprezza l'idea di vederle possedute da ricchi collezionisti privati o da coloro che considerano l'arte come una mera forma di investimento. In un'intervista del 2013, dichiarò infatti di essere un sostenitore dell'arte pubblica collocata negli spazi pubblici e di «non credere molto nell'idea che "l'arte è per sempre". Molta arte viene acquistata da persone che hanno soldi.» Proprio per tali motivi, vende solamente repliche in miniatura delle sue creazioni i cui proventi sono destinati a organizzazioni no-profit.

## Vita privata
Hofman vive ad Arnhem, nei Paesi Bassi. Ha quattro figli.